# Frances Yates
Frances Amelia Yates (Portsmouth, 1899. november 28. – London, 1981. szeptember 29.) angol történész, akinek fő kutatási területe a reneszánsz. Hosszú évekig a Londoni Egyetem (University of London) Warburg Intézete (Warburg Institute) oktatója és alapvető fontosságú könyvek szerzője a nyugati ezotéria története tárgyában. 1964-ben jelentette meg a főművének tekintett Giordano Bruno és a hermetikus hagyomány (Giordano Bruno and the Hermetic Tradition) című könyvét Giordano Bruno életéről és tevékenységéről. Könyvében kiemelte a hermetizmus jelentőségét Bruno műveiben, valamint a mágia és miszticizmus szerepét a reneszánsz gondolkodásban. Kiterjedt kutatásokat folytatott az okkult és neoplatonista reneszánsz filozófia tárgyában. További főbb művei az 1966-ban megjelent The Art of Memory (A memória művészete) és az 1972-ben megjelent The Rosicrucian Enlightenment (A rózsakeresztes felvilágosodás).

## Élete és munkássága
Yates Portsmouthban született középosztálybeli családban, és főleg önképzéssel szerezte ismereteit, mielőtt bachelor és mester fokozatot szerzett francia nyelvből a londoni University College-ben. Tudományos folyóiratokban és egyetemi kiadványokban kezdett publikálni, főleg a 16. századi színház és John Florio élete tárgyában. 1941-ben állást kapott a Warburg Intézetben. Florio kutatása során Yates érdeklődését felkeltette annak egyik ismerőse, Giordano Bruno.  Lefordította Bruno La Cena de la ceneri (A hamvazószerdai vacsora) című művét és a hozzá írt előszóban szembeszállt az uralkodó nézettel, mely szerint Bruno egyszerűen Kopernikusz heliocentrikus elméletének képviselője volt, ezzel szemben azt állította, hogy Bruno a középkori katolicizmushoz való visszatérést hirdette. Yates könyvét a Cambridge University Press kiadónak ajánlotta kiadásra, amit a kiadó elutasított. A történésznő ezt később így kommentálta: "a legnagyobb tévedésem volt... szánalmasan tudatlan voltam a reneszánsz gondolkodás és a reneszánsz mágia témáiban."  Bruno felfogásának újraértékelésében Yatest több történész befolyásolta, akik kezdték felismerni a mágia és miszticizmus szerepét a reneszánsz gondolkodásban: Pierre Duhem francia tudománytörténész, Lynn Thorndike amerikai történész, és Francis Johnson reneszánszkutató.  Életrajzírója, Marjorie Jones feltételezte, hogy Yates ezen értelmezését részben saját vallási nézetei is befolyásolták, melyeknek a romantikusok és pre-rafaeliták hatására részét képezte a katolikus rítus iránti rajongás és a protestáns reformáció iránti kritika.  Yates az anglikán felekezet tagjaként nevelkedett és élete végéig meg is maradt benne, de erősen vonzotta a katolicizmus. 1942-ben jegyezte meg, hogy „Anglikán vagyok olyan történelemszemlélettel, mely szerint az 1559-es náci [értsd: protestáns] forradalom és annak összes rettenetes következménye megfosztott engem természetes hazai örökségem egy részétől, hogy angol katolikus lehessek.” 
A háború után Yates egyike volt a Warburg intézet azon tudósainak, akik hangoztatták, hogy a világháborúkhoz vezető nacionalizmus elkerülése érdekében nemzetközi és interdiszciplináris szemléletmódú összeurópai történetírásra van szükség.  Yates e felfogást „Warburgista történetírásnak” nevezte, amit úgy definiált, mint „a kultúra, mint egész történetét; a gondolkodásét, tudományét, művészetét, beleértve az ábrázolás és szimbolika történetét.” 
Yates 1961-ben írta meg a Giordano Bruno és a hermetikus hagyomány című könyvét, melyet többnyire a főművének tartanak. Naplójába írta, hogy ekkora „a hermetizmust a kulcsnak tekintettem Brunohoz és a vele kapcsolatos reneszánsz mágia teljes szemléletéhez.”  A könyvet 1964-ben jelentette meg a Cambridge University Press. E műve nemzetközi tudományos hírnevet hozott neki és 1965-ben előadókörútra ment az Egyesült Államokba. Következő könyve a Tradition folytatásaként a The Art of Memory (A memória művészete) volt 1966-ban. 1969-ben publikálta a Theatre of the World. (Világszínház) c. művét. Következő könyve, melyet 1972-ben a Routledge kiadó jelentetett meg, a The Rosicrucian Enlightenment (A rózsekeresztes felvilágosodás) volt, melyben a rózsakeresztes kiáltványok 16. századi Európai hatását vizsgálta. 1979-ben jelent meg Yates The Occult Philosophy in the Elizabethan Age (Az Erzsébet-kori okkult filozófia) című könyve, melynek tárgya a keresztény kabbala szerepe a reneszánsz idején és hatása a keresztény neoplatonizmusra.
1981 nyarán Yates Magyarországon tartott előadókörutat, mivel vallotta, hogy az angol nyelvű kutatók elhanyagolták Közép-Európát.

## Tudományos jelentősége
Yates a Giordano Bruno and the Hermetic Tradition publikálásával rávilágított a reneszánsz kultúra hermetizmusára, valamint a késői antikvitásból a középkoron át fennmaradt miszticizmus, mágia és gnoszticizmus iránti érdeklődésére. Yates elmélete szerint Giordano Brunót, a vándorló szerzetest nem a napközpontú világkép hirdetéséért, hanem a hermetikus hagyomány követéséért végezték ki 1600-ban. Yates művei még azelőtt felhívták a figyelmet a mágia szerepére a kora újkori tudományban és filozófiában, hogy olyan történészek, mint például Keith Thomas a témát a történetírás fősodrába emelték volna. Thomas Piyo M. Rattansi mellett Yatesre hivatkozik az alaptétel megfogalmazásakor, hogy a hermetikus gondolkodás a modern tudomány alapját képezte, és a tudomány a hermetizmust és mágiát csak később vetette el.

„Michel Foucault és Frances Yates alapvető fontosságú kutatásai, még ha nem is minden részletükben meggyőzőek, lehetetlenné tették, hogy a történészek továbbra se vegyenek tudomást a mágikus gondolkodás és gyakorlat különféle formáinak szerepéről a természeti világ reneszánsz felfogásában.”

Marjorie Jones, Yates életrajzírója szerint a Giordano Bruno and the Hermetic Tradition „felvillanyozta a reneszánsz történelmi kutatását” annak bemutatásával, hogy milyen szerepet játszott a miszticizmus és mágia a reneszánsz kultúrában és a tudományos forradalomban, és hogy a könyv Yatest a reneszánszkutatás élvonalába helyezte.  Henrik Bogdan vallástörténész szerint Yates életműve "hozzájárult a tudomány- és filozófiatörténészek figyelmének az ezotéria felé fordításához."
Yates életrajza Marjorie G. Jonestól Frances Yates and the Hermetic Tradition címen az Ibis Press kiadónál jelent meg 2008-ban.

## Szakmai kritikák
A mai értékelés szerint Yates egy paradigmát, illetve „metanarratívát” alkotott. Az úgynevezett „Yates-paradigma”, vagy „Yates-tézis” szabad tudományos vita tárgyát képezi. Wouter Hanegraaff álláspontja szerint Yates volt az első kutató, aki a rózsakeresztességgel együtt a reneszánsz hermetizmust az európai kultúra elválaszthatatlan részének tekintette. Meggyőző paradoxonként fogalmazta meg, hogy az autonóm ezoterizmus elősegítette a tudományos gondolkodás megszületését, amely később megtagadta e szülőjét. Mai kritikák szerint azonban nem volt egységes ezoterikus hagyomány és a fenti nézet csak a bizonyítékok szelektív használata esetén állítható. E kritikusok közé tartozik például Lodovico Lazzarelli és Antoine Faivre, aki az ezoterizmus egyértelműbb definícióját javasolta.
Hanegraaff szerint a „Yates paradigma” az 1970-es években dominálta a tudományos közvéleményt, de a 80-as évekre kiment a divatból. A „Yates tézisre” vonatkozó utalások vázlatos formában fennmaradtak Yates saját műveiben (például Francis Bacon viszonya a hermetizmushoz és Samuel Hartlib köre). Ezek az eszmék átadási útvonalaihoz és annak módjaihoz kapcsolódtak, hogy konkrétan hogyan befolyásolták a tudományt.
Yates módszerét gyakran kritizálták azért, hogy használta a saját kifejezésével „nagyerejű történelmi fantáziáját”; olyan forgatókönyveket vázolt fel, melyeket nem lehetett írott forrásokkal igazolni, amit sok más történész módszertani hibájának tekintett. 

## Művei
- John Florio: The Life of an Italian in Shakespeare's England (1934)
- A study of Love's labour's lost  (1936)
- The French Academies of the Sixteenth Century (1947)
- The Valois Tapestries (1959)
- Giordano Bruno and the Hermetic Tradition (1964) ISBN 9780226950075
- The Art of Memory (1966) ISBN 9780226950013
- Theatre of the World (1969)
- The Rosicrucian Enlightenment (1972)
- Astraea : The Imperial Theme in the Sixteenth Century (1975)
- Shakespeare's Last Plays: A New Approach (1975)
- The Occult Philosophy in the Elizabethan Age (1979)
- Lull and Bruno (1982) Collected Essays I
- Renaissance and Reform : The Italian Contribution (1983) Collected Essays II
- Ideas and Ideals in the North European Renaissance (1984) Collected Essays III

## Fordítás
- Ez a szócikk részben vagy egészben  a   Frances Yates című angol Wikipédia-szócikk ezen változatának fordításán alapul.  Az eredeti cikk szerkesztőit annak laptörténete sorolja fel. Ez a jelzés csupán a megfogalmazás eredetét és a szerzői jogokat jelzi, nem szolgál a cikkben szereplő információk forrásmegjelöléseként.